# Американська Ламанча (порода кіз)
Американська Ламанча (англ. American Lamancha) — порода молочної кози, вперше виведена в Каліфорнії в 1927 році Елою Фей Фрей.

## Походження
Існує кілька версій походження даної породи: деякі джерела повідомляють про те, що ламанчі жили ще в Давній Персії, а іспанські підприємці впевнені, що відкриття породи належить саме їм. Достовірно відомо, що на початку XX століття з іспанського регіону Ла-Манча кіз привезли в столицю Франції на Міжнародну експозицію тварин. Потім вид потрапив в США (штат Орегон), де місцеві фахівці вклали багато праці в закріплення особливої форми вух, і тут же (в січні 1958 року) вид офіційно зареєстрували, давши йому назву — Ламанча.

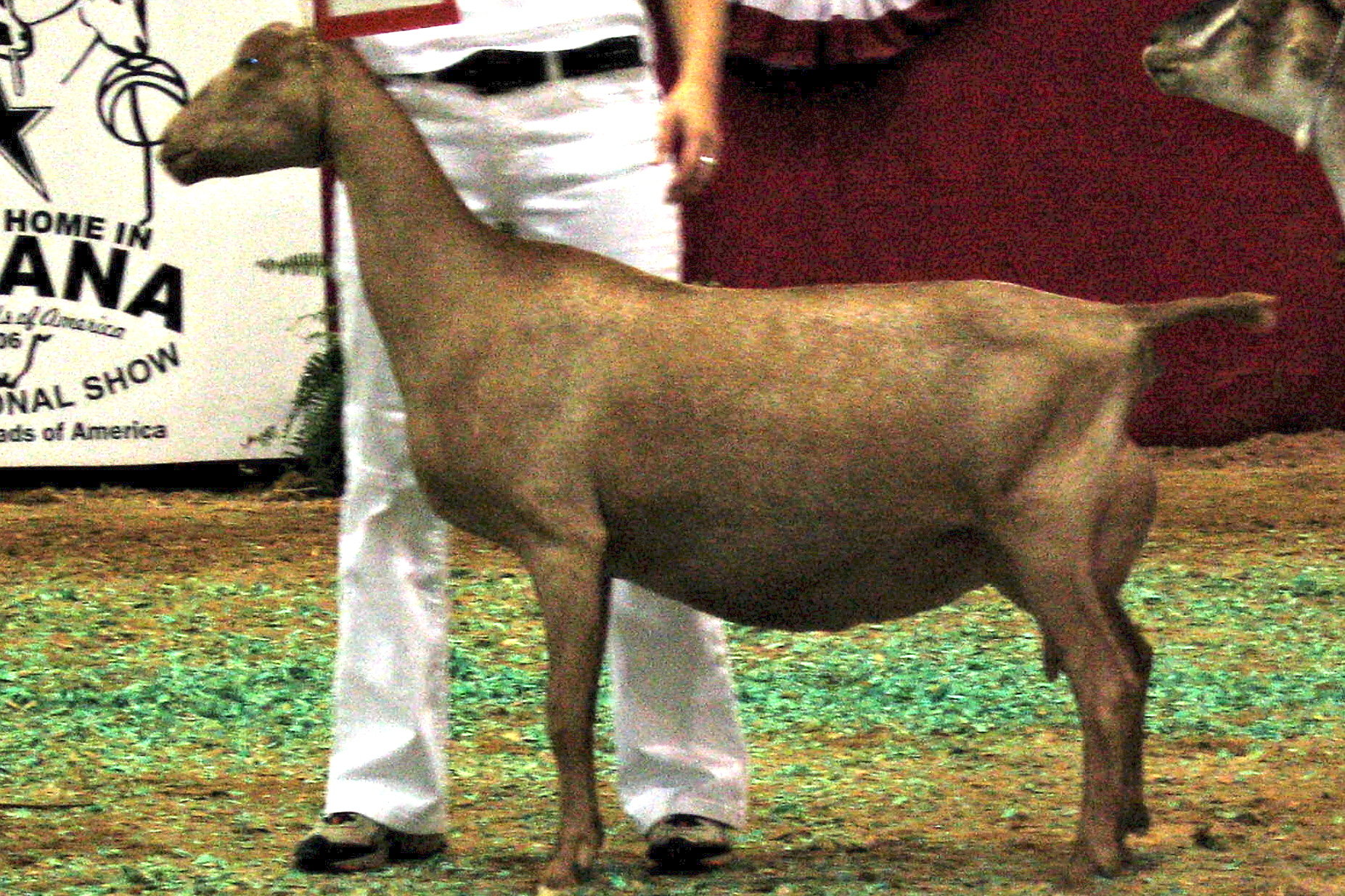
Ламанча коричневого забарвлення

## Опис породи
Термін «безвухість» не в повному обсязі характеризує породу, оскільки вуха у тварин все ж є. Просто їх зовнішня частина дуже маленька, майже непомітна. Бувають двох видів:
- гофровані — розмір яких може сягає навіть 2,5 см, хрящі і вигини відсутні;
- карликові — розмір варіюється від 3 до 5 см, кінчик може дивитись вниз або бути припіднятим. Є хрящ невеликого розміру[3].

Забарвлення даної молочної породи різноманітний: бувають представники чорного, чисто білого і коричневого забарвлення. Тулуб має форму клина (при цьому висота порід в холці становить у козлів від 75 до 95 сантиметрів, у кіз - варіюється в межах 75 сантиметрів). Незважаючи на настільки невеликі, а скоріше, середні розміри тулуба, кози ламанча міцної статури (можуть бути як з рогами, так і (безрогі) і мають міцні, сильні, а головне, добре розвинені кінцівки). Оскільки порода молочного напрямку, вим'я у кіз розвинене добре. Шерсть у породи коротка, гладка і шовковиста.

## Продуктивність
Порода цінується за відмінні смакові характеристики молока. Крім того, в ньому повністю відсутній специфічний «козячий» запах. Середній показник жирності дорівнює 4%. Молоко ламанчі значно корисніше коров'ячого. Велика рогата худоба на випасі споживає всього 50 видів трав, в той час як ламанча може поїдати 500 різновидів. Завдяки цьому в її молоці сконцентровано набагато більше різних органічних речовин і корисних мікроелементів. Від однієї дорослої туші виходить до 70% м'яса, що говорить про універсальність породи (ламанчі можна розводити і з метою отримання м'яса).